# 金融帝国II
《金融帝国II》（又译作）是模拟经营游戏《金融帝国》的续作。此游戏由Enlight开发，并由育碧在2001年发行。《金融帝国2》可运行在Windows 98及其之后的Windows操作系统中，以及Mac OS X（由 Virtual Programming移植）。
在游戏中，玩家将控制一个亲自创建的商业帝国。这个较为深入的游戏模拟了现实世界的商业中可能遇到的每个方面，包括市场营销、制造、采购、进口、零售等。《金融帝国II》附带一套较为深入的教程，而《金融帝国扩展包》将教程换成了挑战模式。游戏操作非常类似于上一版。但与《金融帝國》相比，此版本的农产品种类大幅减少。
游戏资料片《金融帝国扩展包》在2012年12月14日发布，可独立运行。《金融帝国扩展包》新增了新科技、挑战模式，同时对游戏进行了一些优化。